# Дан борбе против малигних меланома коже
Дан борбе против малигних меланома коже се обележава сваког 15. маја са циљем скретања пажње на све промене на кожи које треба контролисати од најранијих година, а посебно на угроженост младих од свих штетних фактора који доприносе обољевању.

## Историјат
Удружење пацијената оболелих од меланома (УПООМ) Дан борбе против малигних меланома коже обележава низом акција током маја у неколико градова у Србији, упозоравајући да од рака коже годишње оболи седам хиљада људи, а од тога од меланома седамсто.
Крајем месеца Удружење дерматовенеролога Србије организује бесплатне прегледе у сеоским срединама широм Србије. Године 2024. су одржани у Темерину 7. и 8. јуна, у Фочи 15. јуна и у Косовској Митровици 21. јуна. У Београду је 21. маја одржана конференција за медије, затим едукативне трибине у Нишу, Новом Саду и Крагујевцу.